# Heorogar
Heorogar (n. 526) fue un legendario rey vikingo de Selandia, Dinamarca de la dinastía Skjöldung, en la Era de Vendel (siglo VI). Era hijo del rey Healfdene (Halvdan), y hermano de Hroðgar (Hróar) y Halga (Helgi).  Su figura protohistórica aparece únicamente en el poema épico Beowulf, cuando el rey Hroðgar entrega a Beowulf la armadura y armas que pertenecieron a Heorogar:
"Me ðis hildesceorp         Hroðgar sealde,
snotra fengel,         sume worde het
þæt ic his ærest ðe         est gesægde;
cwæð þæt hyt hæfde         *Hiorogar cyning,
leod Scyldunga lange hwile;
no ðy ær suna sinum syllan wolde,
hwatum Heorowearde,         þeah he him hold wære,
breostgewædu.         Bruc ealles well!"
Traducción:
Hroðgar no dejó a Beowulf insatisfecho. Beowulf ofreció todos los tesoros que recibió a su caudillo Hygelac. Hygelac ordenó en su nombre, la entrega de la armadura y espada que le dio Hroðgar, quien a su vez lo recibió de su hermano *Heorogar y que prometió a Heoroweard entregársela a Beowulf para que hiciese buen uso.
A diferencia de Halga, Hroðgar, Healfdene, y el hijo de Heorogar Heoroweard, Heorogar no aparece en ninguna otra fuente nórdica. No obstante su figura explica por qué Heoroweard (según las fuentes nórdicas) se rebeló contra Hroðulf (Hrólfr Kraki) y le mató. Como hijo mayor de Heorogar, Heoroweard tenía más derecho sobre el trono que Hroðulf. 